# Coppa delle Coppe 1968-1969 (pallacanestro maschile)
La Coppa delle Coppe 1968-1969 di pallacanestro maschile venne vinta dal TJ Slavia VŠ Praga.

## Risultati

### Primo turno
| Squadra 1          | Totale    | Squadra 2            | Andata | Ritorno |
| ------------------ | --------- | -------------------- | ------ | ------- |
| Nitia Bettembourg  | 121 - 186 | Bayern Monaco        | 64-84  | 57-102  |
| Altınordu          | 123 - 149 | AŠK Olimpija Lubiana | 57-70  | 66-79   |
| Solna IF           | 141 - 177 | Picadero Barcellona  | 70-80  | 71-97   |
| Boroughmuir        | 127 - 212 | Royal IV Anderlecht  | 52-103 | 75-109  |
| Steaua Bucarest    | 186 - 153 | Hapoel Tel Aviv      | 89-58  | 97-95   |
| Handelsministerium | 119 - 171 | Panathinaikos Atene  | 84-76  | 35-95   |
| MAFC               | 155 - 171 | Spartak-Levski Sofia | 89-92  | 66-79   |

### Ottavi di finale
| Squadra 1              | Totale    | Squadra 2            | Andata | Ritorno |
| ---------------------- | --------- | -------------------- | ------ | ------- |
| Bayern Monaco          | 127 - 195 | AŠK Olimpija Lubiana | 81-101 | 46-94   |
| Picadero Barcellona    | 151 - 161 | TSC Berlino 1893     | 82-79  | 69-82   |
| Helsingin Kisa-Toverit | 160 - 170 | Slavia VŠ Praga      | 74-76  | 86-94   |
| Legia Varsavia         | 167 - 155 | Royal IV Anderlecht  | 97-69  | 70-86   |
| Steaua Bucarest        | 160 - 169 | Fides Partenope      | 95-77  | 65-92   |
| Benfica                | 144 - 221 | Panathinaikos Atene  | 74-110 | 70-111  |
| Spartak-Levski Sofia   | 148 - 128 | SA Lione             | 85-53  | 63-75   |

Dinamo Tbilisi qualificata automaticamente ai quarti.

### Quarti di finale
| Squadra 1            | Totale    | Squadra 2           | Andata | Ritorno |
| -------------------- | --------- | ------------------- | ------ | ------- |
| AŠK Olimpija Lubiana | 191 - 164 | TSC Berlino 1893    | 101-73 | 90-91   |
| Slavia VŠ Praga      | 204 - 162 | Legia Varsavia      | 113-82 | 91-80   |
| Fides Partenope      | 0 - 2     | Panathinaikos Atene | 0-2    |         |
| Spartak-Levski Sofia | 137 - 146 | Dinamo Tbilisi      | 83-88  | 54-58   |

### Semifinali
| Squadra 1            | Totale    | Squadra 2       | Andata | Ritorno |
| -------------------- | --------- | --------------- | ------ | ------- |
| AŠK Olimpija Lubiana | 137 - 165 | Slavia VŠ Praga | 76-83  | 61-82   |
| Panathinaikos Atene  | 152 - 170 | Dinamo Tbilisi  | 81-67  | 71-103  |

### Finale
| Squadra 1       | Risultato | Squadra 2      |
| --------------- | --------- | -------------- |
| Slavia VŠ Praga | 80 - 74   | Dinamo Tbilisi |

| Coppa delle Coppe 1968-1969  |
| ---------------------------- |
| TJ Slavia VŠ Praga 1º titolo |

## Formazione vincitrice
| N° | Naz.                      | Ruolo | Sportivo        |  | Alt. |  |
| -- | ------------------------- | ----- | --------------- |  | ---- |  |
|    | Cecoslovacchia (bandiera) | P     | Karel Baroch    |  |      |  |
|    | Cecoslovacchia (bandiera) | P     | Robert Mifka    |  |      |  |
|    | Cecoslovacchia (bandiera) | P     | Jiří Konopásek  |  |      |  |
|    | Cecoslovacchia (bandiera) | A     | Jaroslav Křivý  |  |      |  |
|    | Cecoslovacchia (bandiera) | A     | Jiří Ammer      |  |      |  |
|    | Cecoslovacchia (bandiera) | A     | Jiří Zedníček   |  |      |  |
|    | Cecoslovacchia (bandiera) | A     | Jaroslav Kovář  |  |      |  |
|    | Cecoslovacchia (bandiera) | C     | Jiří Růžička    |  |      |  |
|    | Cecoslovacchia (bandiera) | C     | Jiří Zídek      |  |      |  |
|    | Cecoslovacchia (bandiera) | C     | Bohumil Tomášek |  |      |  |
|    | Cecoslovacchia (bandiera) | All.  | Jaroslav Šíp    |  |      |  |